# Франкенбург (Саксонија)
Франкенбург (њем. Frankenberg/Sa.) град је у њемачкој савезној држави Саксонија. Једно је од 61 општинског средишта округа Средња Саксонија. Према процјени из 2010. у граду је живјело 16.054 становника. Посједује регионалну шифру (AGS) 14522150.

## Географски и демографски подаци
Франкенбург се налази у савезној држави Саксонија у округу Средња Саксонија. Град се налази на надморској висини од 262 метра. Површина општине износи 65,6 km². У самом граду је, према процјени из 2010. године, живјело 16.054 становника. Просјечна густина становништва износи 245 становника/km².

## Међународна сарадња
| Мјесто     | Држава   | Врста сарадње | Од    |
| ---------- | -------- | ------------- | ----- |
| Захсенбург | Аустрија | партнерство   | 1993. |
| Извор      |          |               |       |